# Legión Azul
La Legión Azul, llamada oficialmente en España Legión Española de Voluntarios y en Alemania Spanische-Freiwilligen Legion, más conocida como la Legión Azul o Blaue Legion en alemán, fue una unidad de voluntarios españoles que combatió en la Segunda Guerra Mundial del lado de la Alemania nazi, sucesora de la División Azul. Estuvieron al mando del coronel de la Legión, Antonio García Navarro

## Historia
Sus orígenes se encontraban al otoño de 1943, cuando, debido a las sucesivas derrotas sufridas por las tropas alemanas y a las enormes bajas españolas en la Batalla de Krasni Bor, todo esto unido a una cada vez mayor presión por parte de los aliados occidentales sobre el régimen de Franco, obligó a este a pasar de la situación de «No beligerante» a la neutralidad y además a retirar la División Azul y su retorno a España. Finalmente, en el mes de octubre se decidió su retirada del frente, pero el Gobierno del general Franco no deseaba contrariar a Hitler por lo que se optó por una solución de compromiso, dejar tres batallones (banderas) al mando del coronel de la Legión, Antonio García Navarro. La llamada Legión Azul, oficialmente denominada Legión Española de Voluntarios, formada por unos 2269 voluntarios. Estas tropas no iban a recibir nuevos reemplazos.
También continuaron operativas varias unidades aéreas con la Luftwaffe, las llamadas Escuadrillas azules.
A mediados de diciembre la unidad es agregada a la 121.ª División alemana y destinada al sector de Kostovo. No obstante, ante la fuerte presión del Ejército Rojo se vio obligada a retirarse hasta Luga junto al resto del Ejército alemán. Durante la Ofensiva de Leningrado-Nóvgorod las tropas soviéticas levantaron el Sitio de Leningrado, obligando a los alemanes a retirarse hacia los países bálticos. Tras este período de operaciones, los voluntarios españoles fueron trasladados por ferrocarril a la retaguardia.
A comienzos de 1944 aumentaron las presiones de los Aliados para que los voluntarios españoles se retiraran del Frente Oriental, consiguiendo que Madrid cediera: el 6 de marzo comenzó la retirada de los voluntarios españoles, que se completó finalmente el 12 de abril de 1944.
Un cierto número de voluntarios españoles (unos 300) rechazaron volver a España y permanecieron en el Frente Oriental, integrados en distintas unidades alemanas. Algunos de ellos continuarían luchando hasta el final de la Segunda Guerra Mundial. La Spanische-Freiwilligen Kompanie der SS 101, con 140 efectivos, fue integrada en la 28.ª División de Granaderos SS Voluntarios "Wallonien" y combatió contra los soviéticos en Pomerania y Brandeburgo.